# President de Transnístria
El president de Transnístria és el més alt funcionari electe de Transnístria, un petit estat amb reconeixement limitat que va declarar la independència de Moldàvia el 2 de setembre del 1990. El president de la república és el cap d'Estat del país i també és comandant en cap de les seves forces armades. Per la Constitució de Transnístria, també representa el país a l'estranger.
El president de la República Moldava de Transnístria, com s'anomena oficialment Transnístria, és elegit pels ciutadans de la república sobre la base del sufragi universal, igual i directe per vot secret per un període de cinc anys.
El president actual és Vadim Krasnosselski, des del 16 de desembre de 2016. Va ser elegit a les eleccions de 2016 i reelegit a les eleccions de 2021.

## Llista de caps d'Estat de Transnístria (1990-present)
| Presidència                                              | Mandat                                                   | Imatge                                                   | Nom                                                      | Inici del mandat                                         | Fi del mandat                                            | Partit polític                                           | Partit polític                                           |
| President del Soviet Suprem provisional de Pridnestróvie | President del Soviet Suprem provisional de Pridnestróvie | President del Soviet Suprem provisional de Pridnestróvie | President del Soviet Suprem provisional de Pridnestróvie | President del Soviet Suprem provisional de Pridnestróvie | President del Soviet Suprem provisional de Pridnestróvie | President del Soviet Suprem provisional de Pridnestróvie | President del Soviet Suprem provisional de Pridnestróvie |
| -------------------------------------------------------- | -------------------------------------------------------- | -------------------------------------------------------- | -------------------------------------------------------- | -------------------------------------------------------- | -------------------------------------------------------- | -------------------------------------------------------- | -------------------------------------------------------- |
| 1                                                        | 1                                                        |                                                          | Ígor Smirnov                                             | 3 de setembre de 1990                                    | 29 de novembre de 1990                                   |                                                          | Partit Comunista de la Unió Soviètica                    |
| Líder de la República de Transnístria                    |                                                          |                                                          |                                                          |                                                          |                                                          |                                                          |                                                          |
| 1                                                        | 1                                                        |                                                          | Ígor Smirnov                                             | 29 de novembre de 1990                                   | 29 d'agost de 1991                                       | Independent                                              | Independent                                              |
| Interí                                                   | 1                                                        |                                                          | Andrei Manoilov                                          | 29 d'agost de 1991                                       | 1 d'octubre de 1991                                      | Independent                                              | Independent                                              |
| 2                                                        | 1                                                        |                                                          | Ígor Smirnov                                             | 1 d'octubre de 1991                                      | 3 de desembre de 1991                                    | Independent                                              | Independent                                              |
| President de Transnístria                                |                                                          |                                                          |                                                          |                                                          |                                                          |                                                          |                                                          |
| 1                                                        | 1                                                        |                                                          | Ígor Smirnov                                             | 1 de desembre de 1991                                    | 22 de desembre de 1996                                   |                                                          | República                                                |
| 1                                                        | 2                                                        | 22 de desembre de 1996                                   | Ígor Smirnov                                             | 9 de desembre de 2001                                    |                                                          |                                                          | República                                                |
| 1                                                        | 3                                                        | 9 de desembre de 2001                                    | Ígor Smirnov                                             | 10 de desembre de 2006                                   |                                                          |                                                          | República                                                |
| 1                                                        | 4                                                        | 10 de desembre de 2006                                   | Ígor Smirnov                                             | 30 de desembre de 2011                                   |                                                          |                                                          | República                                                |
| 2                                                        | 1                                                        |                                                          | Ievgueni Xevtxuk                                         | 30 de desembre de 2011                                   | 16 de desembre de 2016                                   | Independent                                              | Independent                                              |
| 3                                                        | 1                                                        |                                                          | Vadim Krasnosselski                                      | 16 de desembre de 2016                                   | 17 de desembre de 2021                                   | Independent                                              | Independent                                              |
| 3                                                        | 2                                                        | 17 de desembre de 2021                                   | Vadim Krasnosselski                                      | Actualitat                                               |                                                          | Independent                                              | Independent                                              |